# Orbea (gènere)
Orbea és un gènere de plantes amb flors de la família de les apocinàcies, descrit per primer cop com a gènere per Adrian Hardy Haworth i publicat a Synopsis plantarum succulentarum 37. 1812. l'any 1812. És oriünd de l'Àfrica. Es considera que inclou les següents espècies
- Orbea abayensis (M.G. Gilbert) Bruyns - Etiòpia
- Orbea ciliata (Thunb.) L.C. Leach - Sud-àfrica
- Orbea cooperi (N.E.Br.) L.C.Leach - Sud-àfrica
- Orbea denboefii (Lavranos) Bruyns - Kenya
- Orbea distincta (E.A. Bruce) Bruyns - Tanzània
- Orbea dummeri (N.E. Br.) Bruyns - Uganda, Etiòpia
- Orbea halipedicola L.C. Leach - Moçambic
- Orbea huillensis (Hiern) Bruyns - Àfrica tropical
- Orbea irrorata (Masson) L.C. Leach - Sud-àfrica
- Orbea lepida (Jacq.) Haw. - Sud-àfrica
- Orbea longidens (N.E. Br.) L.C. Leach - Moçambic
- Orbea lutea (N.E. Br.) Bruyns - Sud-àfrica
- Orbea macloughlinii (Verdc.) L.C. Leach
- Orbea maculata (N.E. Br.) L.C. Leach - Àfrica tropical
- Orbea melanantha (Schltr.) Bruyns - Sud-àfrica
- Orbea namaquensis (N.E. Br.) L.C. Leach - Sud-àfrica, Namíbia
- Orbea paradoxa (Verd.) L.C. Leach - KwaZulu-Natal
- Orbea prognatha (P.R.O. Bally) L.C. Leach - Somàlia
- Orbea pulchella (Masson) L.C. Leach - Sud-àfrica
- Orbea rangeana (Dinter & A. Berger) L.C. Leach - gran Namaqualand a Namíbia
- Orbea schweinfurthii (A. Berger) Bruyns - Àfrica tropical
- Orbea semota (N.E. Br.) L.C. Leach - Tanzània
- Orbea speciosa L.C. Leach - KwaZulu-Natal
- Orbea taitica Bruyns - Kenya
- Orbea tapscottii (Verd.) L.C.Leach - Botswana
- Orbea umbracula (M.D. Hend.) L.C. Leach - Zimbabwe
- Orbea variegata (L.) Haw. - Sud-àfrica
- Orbea verrucosa (Masson) L.C. Leach - Sud-àfrica
- Orbea wendlandiana (Schult.) G. Don - Sud-àfrica
- Orbea woodii (N.E. Br.) L.C. Leach - KwaZulu-Natal

Antigament s'hi havien inclòs altres espècies que, amb posterioritat s'han traslladat als gèneres Pachycymbium i Stisseria:
- O. anguinea ara Stisseria anguina
- O. bisulca ara Stisseria bisulca
- O. bufonia ara Stisseria bufonia
- O. clypeata ara Stisseria clypeata
- O. conspurcata ara Stisseria conspurcata
- O. curtisii ara Stisseria curtisii
- O. decaisneana ara Pachycymbium decaisneanum
- O. decora ara Stisseria decora
- O. maculosa ara Stisseria maculosa
- O. marginata ara Stisseria marginata
- O. marmorata ara Stisseria marmorata
- O. mixta ara Stisseria mixta
- O. mutabilis ara Stisseria mutabilis
- O. normalis ara Stisseria normalis
- O. orbicularis ara Stisseria orbicularis
- O. picta ara Stisseria picta
- O. planiflora ara Stisseria planiflora
- O. retusa ara Stisseria retusa
- O. rugosa ara Stisseria rugosa
- O. woodfordiana ara Stisseria woodfordiana